# Ida di Lorena
Ida, di Boulogne, o delle Fiandre (in francese Ide de Lorraine, ou Ide de Boulogne,, in tedesco Ida van Boulogne, in fiammingo, Ida von Elsass e in inglese Ida of Boulogne; 1160 circa – 21 aprile 1216), fu contessa di Boulogne dal 1170 al 1216.

## Origine
Ida, secondo la Flandria Generosa (Continuatio Bruxellensis), era la figlia primogenita del conte di Boulogne, Matteo di Lorena e della sua prima moglie, la Contessa di Boulogne, Maria, che, sia secondo la Flandria Generosa (Continuatio Claromariscensis), che secondo il cronista e monaco benedettino inglese, Matteo di Parigi, Maria era figlia del re d'Inghilterra, Stefano di Blois (Mariam filiam Stephani regis Anglie) (filia regis Stephani), quindi era figlia del conte di Mortain, duca di Normandia e re d'Inghilterra, Stefano di Blois e della contessa di Boulogne, Matilde I, che, secondo la Genealogica comitum Buloniensium era l'unica figlia del conte di Boulogne, Eustachio III e della moglie, Maria di Scozia, che secondo il monaco e cronista inglese, Orderico Vitale, era sorella del re di Scozia, Edgardo di Scozia e figlia del re di Scozia, Malcolm III e della sua seconda moglie, Margherita del Wessex (Ungheria, 1045 – 16 novembre 1093), che secondo il The Chronicles of Florence of Worcester with two continuations era figlia del principe Edoardo (figlio del re d'Inghilterra, Edmondo II, che, secondo Orderico Vitale, discendeva da Alfredo il Grande e quindi dal primo re d'Inghilterra, Egberto del Wessex) e di Agata, che, sempre secondo il The Chronicles of Florence of Worcester with two continuations era nipote dell'imperatore del Sacro Romano Impero, Enrico II (daughter of the brother of Emperor Henry), mentre secondo la Chronica Albrici Monachi Trium Fontium era la sorella della regina d'Ungheria (Agatham regine Hunorem sororem), mentre per Orderico Vitale era figlia del re d'Ungheria; Margherita era la sorella di Edgardo Atheling, ultimo discendente del Casato dei Wessex e pretendente alla corona d'Inghilterra.
Matteo di Lorena, secondo la Genealogica Comitum Flandriæ Bertiniana, Continuatio Leidensis et Divionensis, era il figlio secondogenito del Conte delle Fiandre, Teodorico di Alsazia e della sua seconda moglie, Sibilla d'Angiò, che, anche se l'arcivescovo, Guglielmo, della città di Tiro, nell'odierno Libano, nel suo Historia rerum in partibus transmarinis gestarum ce la presenta come figlia femmina primogenita era la figlia femmina secondogenita del conte d'Angiò e conte di Tours, conte consorte e poi conte del Maine ed infine reggente del Principato di Antiochia e re consorte del Regno di Gerusalemme, Folco il Giovane, e della contessa del Maine, Eremburga, figlia unica del conte del Maine, Elia I e di Matilde, come riporta nella sua Historia Ecclesiastica, Pars II, Liber IV del monaco e storico medievale, Orderico Vitale, signora di Château-du-Loir, figlia di Gervaso, signore di Château-du-Loir.

Blasone della contea di Boulogne

## Biografia
Nel 1159, sua madre Maria, che era badessa nell'abbazia benedettina di Ramsey, Cambridgeshire, Inghilterra aveva ereditato la contea di Boulogne, dopo che suo fratello, il Conte del Surrey (de iure uxoris), conte di Mortain e conte di Boulogne, Guglielmo I, come ci conferma Roberto di Torigni, morì, durante il ritorno dalla spedizione contro Tolosa. 

Suo padre, Matteo, un nobile lorenese, figlio del Conte delle Fiandre, allora si precipitò a Ramsey obbligò Maria, a lasciare il convento e, con la forza, a sposarlo, divenendo così il conte di Boulogne, come ci viene confermato dalla Genealogica comitum Buloniensium.
I suoi genitori, dopo essere stati scomunicati dalla Chiesa, nel 1162, e dopo che, nel 1168, anche la città di Boulogne-sur-Mer, era stata colpita dall'interdetto, nel 1170, sottomettendosi al volere di papa Alessandro III, si separarono. Maria si ritirò a Montreuil, mentre Matteo rimase a Boulogne a governare la contea.
Nel 1173, suo padre, Matteo, alla guida delle truppe fiamminghe al seguito del re d'Inghilterra, Enrico II che combatteva contro il re di Francia, Luigi VII, fu ferito mortalmente da una freccia, durante l'assedio al castello di Driencourt; secondo il cronista Roberto di Mont-Saint-Michel, nel 1173, morì Matteo, conte di Boulogne, fratello del conte delle Fiandre, Filippo (Mathæus comes Boloniæ frater Philippi comitis Flandrensis) per le ferite ricevute all'assedio del castello di Driencourt (castri Dringeust).
Fu tumulato all'abbazia di Saint-Josse Tortefontaine e gli succedette la figlia primogenita, Ida.
Ida, in data imprecisata contrasse un primo matrimonio con un certo Matteo, del quale non si conoscono gli ascendenti e dal quale però divorziò molto presto, prima del 1181; questo matrimonio viene confermato in un documento riportato nello Spicilegium (1669) Tome IX, p. 469 (non consultato).
Nel 1181, Ida contrasse un secondo matrimonio con l'erede del Ducato di Gheldria, Gerardo, figlio del Duca di Gheldria, Enrico I, di cui rimase vedova in quello stesso anno, come viene riportato dagli Annales Egmundani, questo matrimonio ci viene confermato sia dalla Flandria Generosa (Continuatio Bruxellensis) che dal Gisleberti Chronicon Hanoniense. Gli Annales Egmundani riportano altresì che, dopo essere rimasta vedova, Ida fece ritorno alla sua contea, portandosi via, anche con la forza, tutto ciò che il marito le aveva donato.
Nel 1183, contrasse il terzo matrimonio col conte di Zähringen, Bertoldo IV, come ci viene riportato dallo storico, Georges Poull, nel suo libro La Maison ducale de Lorraine  (1991) (non consultato), questo matrimonio ci viene confermato sia dalla Flandria Generosa (Continuatio Bruxellensis) che dal Gisleberti Chronicon Hanoniense; anche questo matrimonio fu di breve durata: durò solo tre anni e, l'8 settembre 1186, Ida rimase ancora vedova.
In seguito si fidanzò con Arnoul de Guines, Signore d'Ardres, figlio di Baldovino conte di Guînes, ma, ancora secondo Georges Poull, all'inizio del 1190, Rinaldo di Dammartin, l'aveva rapita e rinchiusa nel castello di Riste in Lorena, dove aveva attirato il suo fidanzato, Arnoul, e aveva organizzato il suo arresto con l'aiuto di Albert de Hièrges vescovo di Verdun.
Quindi, in quello stesso anno, come ci conferma il documento n° CLX della Histoire de l'église de Meaux, Ida contrasse il suo quarto matrimonio con Rinaldo, che, secondo il Anonymi Continuatio appendicis Roberti de Monte ad Sigebertum, Rinaldo (filius eius Reginaldus Comes Boloniæ) era figlio di Alberico II di Dammartin (Albericus Dammartini Comes), nato nella prima metà del XII secolo e morto nel 1200, conte di Dammartin e signore di La Ferté-Alais e di Matilde di Clermont, come ci viene confermato dal documento n° CLX della Histoire de l'église de Meaux, che secondo il documento n° CCLXII del Cartulaire de l'abbaye de Notre-Dame d'Ourscamp, era la sorella di Rodolfo, conte di Clermont, quindi figlia del conte Rinaldo II e della sua seconda moglie, Clemenza.
Secondo il documento XXI della Gallia Christiana, Tome X, Instrumenta ecclesiæ Silvanectensis, Alberico II di Dammartin era figlio di Alberico I di Dammartin e della moglie di cui non si conosce né il nome né gli ascendenti. Anche questo matrimonio ci viene riportato sia dalla Flandria Generosa (Continuatio Bruxellensis) che dal Gisleberti Chronicon Hanoniense.
Secondo la Historia Comitum Ghisnensium Rinaldo aveva lasciato la prima moglie, Maria di Châtillon,.
Nel 1192, suo marito, Rinaldo di Dammartin, divenne conte di Boulogne, per diritto di matrimonio, e, nel 1195, si alleò col re di Francia, Filippo Augusto.
Nel 1200, Rinaldo succedette al padre nella contea di Dammartin.
Rinaldo fu al fianco di Filippo Augusto contro il re d'Inghilterra, Giovanni Senza Terra e tra il 1203 ed il 1204 contribuì alla conquista della Normandia.
Il re di Francia, Filippo Augusto, nel 1204, confiscò la Contea di Aumale a Hawise d'Aumale ed al marito Baldovino di Béthune e la concesse a Rinaldo di Dammartin e, dal 1206, anche il fratello, Simone di Dammartin, col consenso di Filippo Augusto divenne conte di Aumale. Inoltre Rinaldo ricevette da Filippo Augusto la contea di Mortain, in Normandia.
Tra il 1210 ed il 1211, Rinaldo era divenuto sostenitore di Giovanni Senza Terra, per cui Filippo Augusto occupò il Mortain e invase le contee di Aumale e Boulogne.
Nel 1213, Rinaldo era con la flotta inglese che, a Damme, distrusse la flotta francese pronta all'invasione dell'Inghilterra
Nel 1214, Rinaldo fu al fianco dell'imperatore, Ottone IV, che, alleatosi con Giovanni Senza Terra, guidava una coalizione contro l'esercito francese e che, il 27 luglio 1214, fu severamente sconfitto dalle truppe del re di Francia alla battaglia di Bouvines, dove Rinaldo, che si era invano opposto a quell'attacco sconsiderato, fu preso prigioniero dai francesi, che lo arrestarono e lo imprigionarono nel castello di Goulet, dove sarebbe morto dopo circa tredici anni.
Ida morì il 21 aprile del 1216, molto probabilmente a Boulogne, dove fu inumata, come ci viene confermato dalla Willelmi Chronica Andrensis.

## Figli
Ida ai primi tre mariti non diede figli:

né a Matteo

né a Gerardo di Gheldria

né a Bertoldo IV di Zähringen.
Ida a Rinaldo di Dammartin diede una sola figlia:
- Matilde (1202 ca. - 14 gennaio 1259), Contessa di Boulogne[36] e di Dammartin.

## Ascendenza
|                               |                            |                                            | Genitori                                          |  |  | Nonni |  |  | Bisnonni                     |  |  | Trisnonni               |  |
|                               |                            |                                            |                                                   |  |  |       |  |  | Teodorico II, duca di Lorena |  |  | Gerardo, duca di Lorena |  |
|                               |                            |                                            |                                                   |  |  |       |  |  | Teodorico II, duca di Lorena |  |  | Gerardo, duca di Lorena |  |
|                               |                            | Edvige di Namur                            |                                                   |  |  |       |  |  | Teodorico II, duca di Lorena |  |  |                         |  |
| Teodorico, conte di Fiandra   |                            |                                            |                                                   |  |  |       |  |  | Teodorico II, duca di Lorena |  |  |                         |  |
|                               |                            | Gertrude di Fiandra                        | Roberto I, conte di Fiandra e d'Artois            |  |  |       |  |  |                              |  |  |                         |  |
|                               |                            | Gertrude di Fiandra                        | Roberto I, conte di Fiandra e d'Artois            |  |  |       |  |  |                              |  |  |                         |  |
|                               |                            | Gertrude di Fiandra                        | Gertrude di Sassonia                              |  |  |       |  |  |                              |  |  |                         |  |
| Matteo di Fiandra             |                            | Gertrude di Fiandra                        |                                                   |  |  |       |  |  |                              |  |  |                         |  |
|                               |                            | Folco V, conte d'Angiò                     | Folco IV, conte d'Angiò                           |  |  |       |  |  |                              |  |  |                         |  |
|                               |                            | Folco V, conte d'Angiò                     | Folco IV, conte d'Angiò                           |  |  |       |  |  |                              |  |  |                         |  |
|                               |                            | Folco V, conte d'Angiò                     | Bertrada di Montfort                              |  |  |       |  |  |                              |  |  |                         |  |
| Sibilla d'Angiò               |                            | Folco V, conte d'Angiò                     |                                                   |  |  |       |  |  |                              |  |  |                         |  |
|                               |                            | Eremburga, contessa del Maine              | Elia I, conte del Maine                           |  |  |       |  |  |                              |  |  |                         |  |
|                               |                            | Eremburga, contessa del Maine              | Elia I, conte del Maine                           |  |  |       |  |  |                              |  |  |                         |  |
|                               |                            | Eremburga, contessa del Maine              | Matilde, signora di Château-du-Loir               |  |  |       |  |  |                              |  |  |                         |  |
| Ida, contessa di Lorena       |                            | Eremburga, contessa del Maine              |                                                   |  |  |       |  |  |                              |  |  |                         |  |
|                               | Stefano II, conte di Blois | Tebaldo III, conte di Blois e di Champagne |                                                   |  |  |       |  |  |                              |  |  |                         |  |
|                               | Stefano II, conte di Blois | Tebaldo III, conte di Blois e di Champagne |                                                   |  |  |       |  |  |                              |  |  |                         |  |
|                               | Stefano II, conte di Blois | Gersenda del Maine                         |                                                   |  |  |       |  |  |                              |  |  |                         |  |
| Stefano, re d'Inghilterra     | Stefano II, conte di Blois |                                            |                                                   |  |  |       |  |  |                              |  |  |                         |  |
|                               |                            | Adele d'Inghilterra                        | Guglielmo I, re d'Inghilterra e duca di Normandia |  |  |       |  |  |                              |  |  |                         |  |
|                               |                            | Adele d'Inghilterra                        | Guglielmo I, re d'Inghilterra e duca di Normandia |  |  |       |  |  |                              |  |  |                         |  |
|                               |                            | Adele d'Inghilterra                        | Matilde di Fiandra                                |  |  |       |  |  |                              |  |  |                         |  |
| Maria, contessa di Boulogne   |                            | Adele d'Inghilterra                        |                                                   |  |  |       |  |  |                              |  |  |                         |  |
|                               |                            | Eustachio III, conte di Boulogne           | Eustachio II, conte di Boulogne                   |  |  |       |  |  |                              |  |  |                         |  |
|                               |                            | Eustachio III, conte di Boulogne           | Eustachio II, conte di Boulogne                   |  |  |       |  |  |                              |  |  |                         |  |
|                               |                            | Eustachio III, conte di Boulogne           | Ida di Lorena                                     |  |  |       |  |  |                              |  |  |                         |  |
| Matilde, contessa di Boulogne |                            | Eustachio III, conte di Boulogne           |                                                   |  |  |       |  |  |                              |  |  |                         |  |
|                               |                            | Maria di Scozia                            | Malcolm III, re di Scozia                         |  |  |       |  |  |                              |  |  |                         |  |
|                               |                            | Maria di Scozia                            | Malcolm III, re di Scozia                         |  |  |       |  |  |                              |  |  |                         |  |
|                               |                            | Maria di Scozia                            | Margherita d'Inghilterra                          |  |  |       |  |  |                              |  |  |                         |  |
|                               |                            | Maria di Scozia                            |                                                   |  |  |       |  |  |                              |  |  |                         |  |

### Fonti primarie
- (LA)  Recueil des historiens des Gaules et de la France. Tome 18.
- (LA)  Chronique de Robert de Torigni, abbé du Mont-Saint-Michel, vol I.
- (LA)  Matthæi Parisiensis, monachi Sancti Albani, Chronica majora, vol I.
- (LA)  Matthæi Parisiensis, monachi Sancti Albani, Chronica majora, vol II.
- (LA)  Florentii Wigorniensis Monachi Chronicon, Tomus II Continuatio.
- (EN)  The Chronicles of Florence of Worcester with two continuations.
- (LA)  Monumenta Germaniae Historica, Scriptores, tomus IX.
- (LA)  Monumenta Germaniae Historica, Scriptores, tomus XVI.
- (LA)  Monumenta Germaniae Historica, Scriptores, tomus XXI.
- (LA)  Monumenta Germaniae Historica, Scriptores, tomus XXIII.
- (LA)  Monumenta Germaniae Historica, Scriptores, tomus XXIV.
- (LA)  Ordericus Vitalis, Historia Ecclesiastica, vol. II.
- (LA)  Ordericus Vitalis, Historia Ecclesiastica, vol. unicum.
- (LA)  Historia rerum in partibus transmarinis gestarum.
- (LA)  Ordericus Vitalis, Historia Ecclesiastica, vol. III.
- (FR)  L'art de vérifier les dates des faits historiques, des chartes, ....
- (LA)  Histoire de l'église de Meaux.

### Letteratura storiografica
- Frederick Maurice Powicke, I regni di Filippo Augusto e Luigi VIII di Francia, cap. XIX, vol. V (Il trionfo del papato e lo sviluppo comunale) della Storia del mondo medievale, 1999, pp. 776–828
- Doris M. Stenton, Inghilterra, Enrico II, cap. III, vol. VI (Declino dell'impero e del papato e sviluppo degli stati nazionali) della Storia del Mondo Medievale, 1999, pp. 99–142.
- Frederick Maurice Powicke, Inghilterra: Riccardo I e Giovanni, in Storia del mondo medievale, cap. IV, vol. VI (Declino dell'impero e del papato e sviluppo degli stati nazionali) della Storia del Mondo Medievale, 1999, pp. 142–197.